# O Capital, Livro I

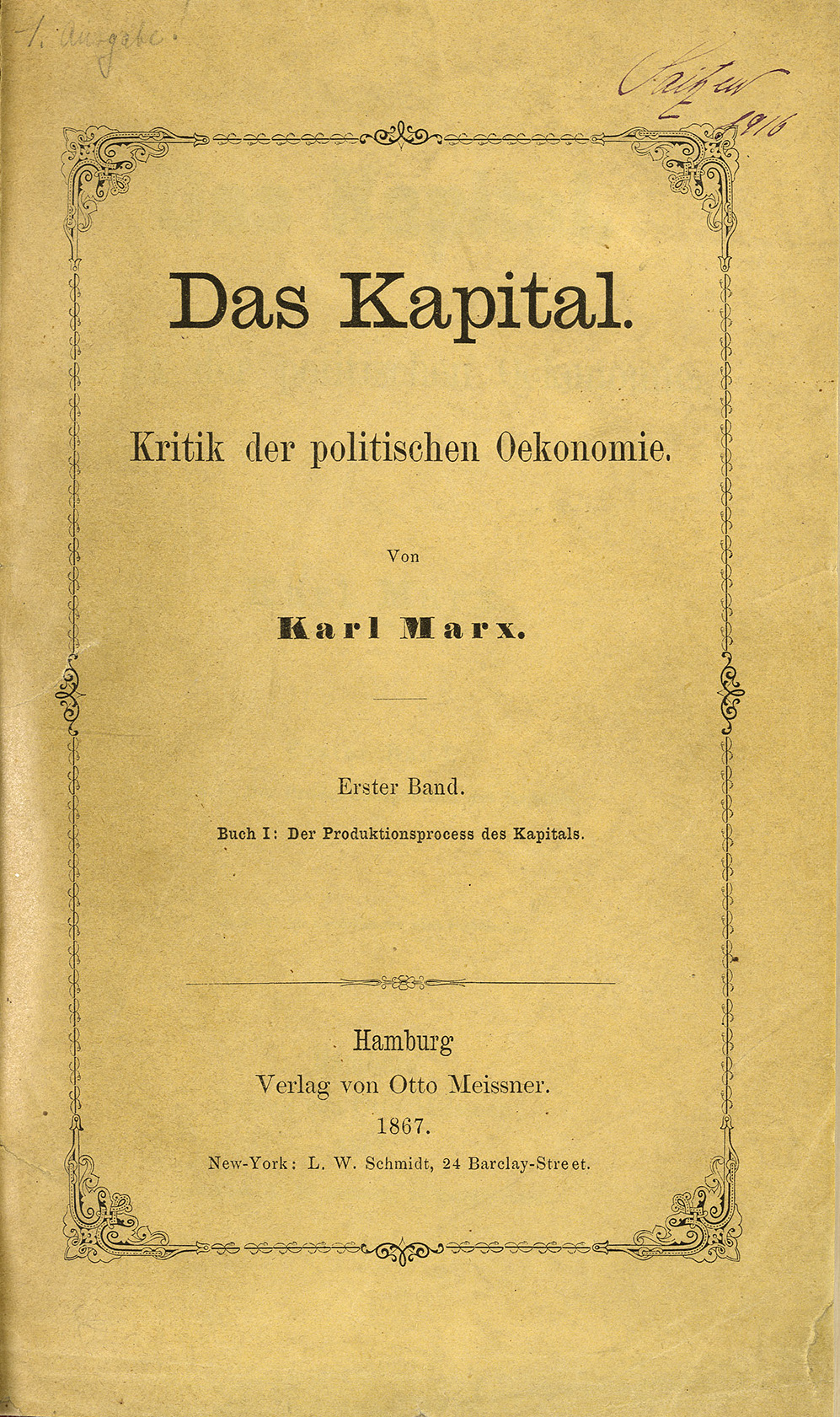
A primeira edição de O Capital, Livro I publicada em língua alemã.

O Capital. Crítica de Economia Política. Livro I: O Processo de Produção do Capital (no original em alemão: Das Kapital. Kritik der politischen Oekonomie. Erster Band. Buch I: Der Produktionsprozess des Kapitals) é o primeiro livro do tratado de crítica à Economia Política clássica O Capital, publicado pela primeira vez em 14 de setembro de 1867 pelo revolucionário comunista e teórico político Karl Marx. É o único livro da série publicado no tempo de vida de Marx. Produto de uma década de intensa pesquisa e formulação urdida sobretudo a partir dos Grundrisse, o livro aplica a análise de classe do capitalismo com enfoque na forma da mercadoria e no processo de produção, expondo o modo de produção capitalista historicamente específico. Os temas-chaves são as fontes e as formas da mais-valia (segundo a tradição tradutória brasileira, ou mais-valor) no contexto da dinâmica da acumulação de capital (com um capítulo histórico acerca da acumulação primitiva, base do capitalismo moderno) que caracteriza o desenvolvimento econômico durante longo período. Tais categorias são consideradas na teoria do trabalho abstrato e trabalho concreto.
Marx, utilizando ampla gama de referenciais lógicos, econômicos, históricos e até mesmo literários para a complexa argumentação metateórica da obra, parte fundamentalmente do valor de uso e valor de troca observados por Aristóteles (em sua Política e na Ética a Nicômaco), que já criticava o dinheiro que é usado para gerar mais dinheiro e acúmulo, ao invés de fazer com que não haja carência de um lado nem excesso do outro, desequilibrando a ponta da sociedade; da explicação por Adam Smith (em A Riqueza das Nações) do valor de troca pelo trabalho empregado na produção da mercadoria e não por sua mera utilidade; e a teoria do valor-trabalho e da distribuição em David Ricardo (Princípios de Economia Política e Tributação), sem contar referências que incluem até William Shakespeare (sobretudo um trecho de sua peça Tímon de Atenas sobre o poder do dinheiro). No posfácio da segunda edição (de 24 de janeiro de 1873) desse primeiro livro de O Capital, Marx também explica que seu método científico e dialético é oposto ao do seminal filósofo alemão Hegel:
"Meu método dialético, por seu fundamento, difere do método hegeliano, sendo a ele inteiramente oposto. Para Hegel, o processo do pensamento, — que ele transforma em sujeito autônomo sob o nome de ideia, — é o criador do real, e o real é apenas sua manifestação externa. Para mim, ao contrário, o ideal não é mais do que o material transposto para a cabeça do ser humano e por ela interpretado.
[...]
"Em Hegel, a dialética está de cabeça para baixo. É necessário pô-la de cabeça para cima, a fim de descobrir a substância racional dentro do invólucro místico. [...]"

## Dedicatória
O livro é dedicado por Marx ao seu "inesquecível amigo, o impávido, leal e nobre vanguardeiro do proletariado Wilhelm Wolff".

## Traduções brasileiras
Abaixo, algumas traduções brasileiras diretamente da língua alemã para o português:
- O Capital. Crítica da Economia Política. Livro Primeiro: O Processo de Produção do Capital, em 2 volumes, tradução de Reginaldo Sant'Anna, Difel Editorial, 1984.
- O capital [Livro I]. Crítica da economia política. O processo de produção do capital. Boitempo Editorial, 2011. Tradução de Rubens Enderle. ISBN 9788575595480